# Campionato Italiano Gran Turismo 2022
La stagione 2022 del Campionato Italiano Gran Turismo è stata la ventesima edizione del campionato organizzato dall'ACI. La competizione era suddivisa in una serie Sprint, che prevedeva due gare per weekend della durata di 50 minuti + 1 giro ciascuna ed equipaggi di due piloti, e in una serie Endurance, che prevedeva invece una gara per weekend della durata di 2 ore ed equipaggi di due o tre piloti. La serie Sprint è iniziata il 23 aprile a Monza e si è conclusa il 23 ottobre al Mugello, mentre la serie Endurance è iniziata il 15 maggio a Pergusa ed è terminata il 9 ottobre a Monza. 
Il titolo Sprint è stato vinto dagli italiani Jacopo Guidetti e Leonardo Moncini sulla Honda NSX della scuderia Nova Race, mentre il titolo Endurance è andato all'italiano Edoardo Liberati e al giapponese Yuki Nemoto sulla Lamborghini Huracán della scuderia Vincenzo Sospiri Racing.

## Calendario

### Sprint
| Gara | Gara | Circuito                              | Data        | Supporto |
| ---- | ---- | ------------------------------------- | ----------- | --- |
| 1    | G1   | Autodromo nazionale di Monza          | 23 aprile   | TCR Italy Touring Car Championship Campionato Italiano Sport Prototipi                                                    |
| 1    | G2   | Autodromo nazionale di Monza          | 24 aprile   | TCR Italy Touring Car Championship Campionato Italiano Sport Prototipi                                                    |
| 2    | G3   | Misano World Circuit Marco Simoncelli | 4 giugno    | Italian F4 Championship TCR Italy Touring Car Championship Campionato Italiano Sport Prototipi Porsche Carrera Cup Italia |
| 2    | G4   | Misano World Circuit Marco Simoncelli | 5 giugno    | Italian F4 Championship TCR Italy Touring Car Championship Campionato Italiano Sport Prototipi Porsche Carrera Cup Italia |
| 3    | G5   | Autodromo Enzo e Dino Ferrari         | 3 settembre | Italian F4 Championship TCR Italy Touring Car Championship Campionato Italiano Sport Prototipi Porsche Carrera Cup Italia |
| 3    | G6   | Autodromo Enzo e Dino Ferrari         | 4 settembre | Italian F4 Championship TCR Italy Touring Car Championship Campionato Italiano Sport Prototipi Porsche Carrera Cup Italia |
| 4    | G7   | Autodromo internazionale del Mugello  | 22 ottobre  | Italian F4 Championship Porsche Carrera Cup Italia Formula Regional European Championship                                 |
| 4    | G8   | Autodromo internazionale del Mugello  | 23 ottobre  | Italian F4 Championship Porsche Carrera Cup Italia Formula Regional European Championship                                 |

### Endurance
| Gara | Circuito                             | Data         | Supporto                                                                                          |
| ---- | ------------------------------------ | ------------ | ------------------------------------------------------------------------------------------------- |
| 1    | Autodromo di Pergusa                 | 15 maggio    | Campionato Italiano Sport Prototipi                                                               |
| 2    | Autodromo internazionale del Mugello | 17 luglio    | Campionato Italiano Sport Prototipi Porsche Carrera Cup Italia TCR Italy Touring Car Championship |
| 3    | Autodromo di Vallelunga              | 18 settembre | Campionato Italiano Sport Prototipi Porsche Carrera Cup Italia TCR Italy Touring Car Championship |
| 4    | Autodromo nazionale di Monza         | 9 ottobre    | Italian F4 Championship Campionato Italiano Sport Prototipi Porsche Carrera Cup Italia            |

## Scuderie e piloti

### Sprint
| Classe GT3                 | Classe GT3                       | Classe GT3 | Classe GT3            | Classe GT3 | Classe GT3 |
| Scuderia                   | Vettura                          | #          | Pilota                | Classe     | Gare       |
| -------------------------- | -------------------------------- | ---------- | --------------------- | ---------- | ---------- |
| Audi Sport Italia          | Audi R8 LMS Evo                  | 1          | Marco Butti           | AM         | 1-4        |
| Audi Sport Italia          | Audi R8 LMS Evo                  | 1          | Simone Patrinicola    | AM         | 1-4        |
| Easy Race                  | Ferrari 488 GT3                  | 3          | Riccardo Agostini     | P          | 1-2        |
| Easy Race                  | Ferrari 488 GT3                  | 3          | Daniel Vebster        | P          | 1-2        |
| Imperiale Racing           | Lamborghini Huracán GT3 Evo      | 6          | Alberto Di Folco      | P          | 1-4        |
| Imperiale Racing           | Lamborghini Huracán GT3 Evo      | 6          | Stuart Middleton      | P          | 1-4        |
| Imperiale Racing           | Lamborghini Huracán GT3 Evo      | 9          | Paul August           | AM         | 1-4        |
| Antonelli Motorsport       | Mercedes-AMG GT3 Evo             | 17         | Matteo Cressoni       | P          | 1, 3-4     |
| Antonelli Motorsport       | Mercedes-AMG GT3 Evo             | 17         | Kikko Galbiati        | P          | 1-4        |
| Antonelli Motorsport       | Mercedes-AMG GT3 Evo             | 17         | Paul Meijer           | P          | 2          |
| Antonelli Motorsport       | Mercedes-AMG GT3 Evo             | 44         | Emidio Pesce          | P          | 2-4        |
| Antonelli Motorsport       | Mercedes-AMG GT3 Evo             | 44         | Jop Rappange          | P          | 2-4        |
| Antonelli Motorsport       | Mercedes-AMG GT3 Evo             | 90         | Emidio Pesce          | P          | 1          |
| Antonelli Motorsport       | Mercedes-AMG GT3 Evo             | 90         | Jop Rappange          | P          | 1          |
| AF Corse                   | Ferrari 488 GT3                  | 25         | Alessandro Cozzi      | AM         | 1-4        |
| AF Corse                   | Ferrari 488 GT3                  | 39         | Han Huilin            | AM         | 1-4        |
| AF Corse                   | Ferrari 488 GT3                  | 39         | Angelo Negro          | AM         | 1-3        |
| AF Corse                   | Ferrari 488 GT3                  | 39         | Stefano Gai           | AM         | 4          |
| Scuderia Baldini 27        | Ferrari 488 GT3                  | 27         | Daniele Di Amato      | PA         | 1-4        |
| Scuderia Baldini 27        | Ferrari 488 GT3                  | 27         | José Manuel Urcera    | PA         | 1-4        |
| Scuderia Baldini 27        | Ferrari 488 GT3                  | 72         | Stefano Gai           | P          | 1-3        |
| Scuderia Baldini 27        | Ferrari 488 GT3                  | 72         | Nelson Panciatici     | P          | 1-3        |
| Nova Race                  | Honda NSX GT3 Evo                | 55         | Jacopo Guidetti       | P          | 1-4        |
| Nova Race                  | Honda NSX GT3 Evo                | 55         | Leonardo Moncini      | P          | 1-4        |
| Nova Race                  | Honda NSX GT3 Evo                | 77         | Luca Magnoni          | AM         | 1-3        |
| Nova Race                  | Honda NSX GT3 Evo                | 77         | Alberto Lippi         | AM         | 1          |
| Nova Race                  | Honda NSX GT3 Evo                | 77         | Diego Di Fabio        | AM         | 2          |
| Nova Race                  | Honda NSX GT3 Evo                | 77         | Paul Ip               | AM         | 4          |
| Nova Race                  | Honda NSX GT3 Evo                | 77         | Marchy Lee            | AM         | 4          |
| Nova Race                  | Honda NSX GT3 Evo                | 99         | Matteo Greco          | P          | 1-4        |
| Nova Race                  | Honda NSX GT3 Evo                | 99         | Francesco Guerra      | P          | 1-4        |
| BMW Team Italia            | BMW M4 GT3                       | 50         | Timo Glock            | P          | 1-4        |
| BMW Team Italia            | BMW M4 GT3                       | 50         | Jens Klingmann        | P          | 1-4        |
| LP Racing                  | Lamborghini Huracán GT3 Evo      | 88         | Mattia Di Giusto      | PA         | 1-4        |
| LP Racing                  | Lamborghini Huracán GT3 Evo      | 88         | Jonathan Cecotto      | PA         | 1-4        |
| Classe GT4                 |                                  |            |                       |            |            |
| Scuderia                   | Vettura                          | #          | Pilota                | Classe     | Gare       |
| Nova Race                  | Mercedes-AMG GT4                 | 207        | Alessandro Marchetti  | PA         | 1-2, 4     |
| Nova Race                  | Mercedes-AMG GT4                 | 207        | Alexander Schjerpen   | PA         | 1-4        |
| Nova Race                  | Mercedes-AMG GT4                 | 207        | Diego Di Fabio        | PA         | 3          |
| Nova Race                  | Mercedes-AMG GT4                 | 228        | Fulvio Ferri          | PA         | 1-4        |
| Nova Race                  | Mercedes-AMG GT4                 | 228        | Filippo Bencivenni    | PA         | 1-4        |
| Autorlando Sport           | Porsche 718 Cayman GT4 Clubsport | 274        | Dario Cerati          | PA         | 1-4        |
| Autorlando Sport           | Porsche 718 Cayman GT4 Clubsport | 274        | Giuseppe Fondi        | PA         | 1-2, 4     |
| Autorlando Sport           | Porsche 718 Cayman GT4 Clubsport | 274        | Paolo Locatelli       | PA         | 3          |
| Classe GT Cup              |                                  |            |                       |            |            |
| Scuderia                   | Vettura                          | #          | Pilota                | Classe     | Gare       |
| Tsunami Racing             | Porsche 991 GT3 Cup              | 301        | Francesca Linossi     | PA         | 1-2        |
| Tsunami Racing             | Porsche 991 GT3 Cup              | 301        | Vicky Piria           | PA         | 1-4        |
| Tsunami Racing             | Porsche 991 GT3 Cup              | 301        | Giammarco Levorato    | PA         | 3          |
| Tsunami Racing             | Porsche 991 GT3 Cup              | 301        | Vito Postiglione      | PA         | 4          |
| Tsunami Racing             | Porsche 991 GT3 Cup              | 381        | Giovanni Berton       | PA         | 1-2        |
| Tsunami Racing             | Porsche 991 GT3 Cup              | 381        | Lorenzo Bontempelli   | PA         | 1-2        |
| AB Motorsport              | Porsche 991 GT3 Cup              | 302        | Enrico Di Leo         | AM         | 1-4        |
| AB Motorsport              | Porsche 991 GT3 Cup              | 302        | "Poppy"               | AM         | 1-4        |
| Bonaldi Motorsport         | Lamborghini Huracán Super Trofeo | 303        | Andrés Mendez         | PA         | 1-4        |
| Bonaldi Motorsport         | Lamborghini Huracán Super Trofeo | 332        | Miloš Pavlović        | PA         | 1          |
| Bonaldi Motorsport         | Lamborghini Huracán Super Trofeo | 332        | Michael Fischbaum     | PA         | 1          |
| Bonaldi Motorsport         | Lamborghini Huracán Super Trofeo | 351        | Fabio Vairani         | PA         | 1          |
| Bonaldi Motorsport         | Lamborghini Huracán Super Trofeo | 351        | Martin Kodrić         | PA         | 1          |
| Team Italy                 | Lamborghini Huracán Super Trofeo | 305        | Luca Maria Attianese  | AM         | 1-2        |
| Team Italy                 | Lamborghini Huracán Super Trofeo | 305        | Fidel Castillo Ruiz   | AM         | 1-3        |
| Team Italy                 | Lamborghini Huracán Super Trofeo | 306        | Eric Scalvini         | PA         | 1-4        |
| Team Italy                 | Lamborghini Huracán Super Trofeo | 306        | Giacomo Barri         | PA         | 1-4        |
| Rexal FFF Racing Team      | Lamborghini Huracán Super Trofeo | 308        | Luciano Privitelio    | AM         | 1, 3-4     |
| Rexal FFF Racing Team      | Lamborghini Huracán Super Trofeo | 308        | Donovan Privitelio    | AM         | 3-4        |
| Rexal FFF Racing Team      | Lamborghini Huracán Super Trofeo | 310        | Rodrigo Testa         | PA         | 3-4        |
| Team Baron Motorsport      | Ferrari 488 Challenge            | 309        | Ernst Kirchmayr       | PA         | 3          |
| Team Baron Motorsport      | Ferrari 488 Challenge            | 309        | Mikkel Mac            | PA         | 3          |
| Ebimotors                  | Porsche 991 GT3 Cup              | 311        | Davide Amaduzzi       | PA         | 1-4        |
| Ebimotors                  | Porsche 991 GT3 Cup              | 311        | Jeffrey Nelson        | PA         | 1-4        |
| Ebimotors                  | Porsche 991 GT3 Cup              | 326        | Renato Gaiofatto      | PA         | 3          |
| Ebimotors                  | Porsche 991 GT3 Cup              | 326        | Alessandro Giardelli  | PA         | 3          |
| Ebimotors                  | Porsche 991 GT3 Cup              | 371        | Riccardo Pera         | PA         | 1, 3-4     |
| Ebimotors                  | Porsche 991 GT3 Cup              | 371        | Gianluigi Piccioli    | PA         | 1-4        |
| Ebimotors                  | Porsche 991 GT3 Cup              | 371        | Vito Postiglione      | PA         | 2          |
| Best Lap                   | Ferrari 488 Challenge            | 312        | Giammarco Marzialetti | AM         | 1-4        |
| Best Lap                   | Ferrari 488 Challenge            | 312        | Giorgio Tibaldo       | AM         | 1-3        |
| Best Lap                   | Ferrari 488 Challenge            | 312        | Eliseo Donno          | AM         | 4          |
| Best Lap                   | Ferrari 488 Challenge            | 318        | Maurizio Pitorri      | AM         | 1-3        |
| Best Lap                   | Ferrari 488 Challenge            | 318        | Gianluigi Simonelli   | AM         | 1-4        |
| Best Lap                   | Ferrari 488 Challenge            | 318        | "Babalus"             | AM         | 4          |
| Best Lap                   | Ferrari 488 Challenge            | 319        | Eliseo Donno          | PA         | 3          |
| Best Lap                   | Ferrari 488 Challenge            | 319        | Vito Postiglione      | PA         | 3          |
| Pellin Racing              | Ferrari 488 Challenge            | 321        | Matthew Kurzejewski   | AM         | 3          |
| Pellin Racing              | Ferrari 488 Challenge            | 387        | Jeremy Clarke         | AM         | 3          |
| Krypton Motorsport         | Porsche 991 GT3 Cup              | 322        | Stefano Gattuso       | PA         | 1-2        |
| Krypton Motorsport         | Porsche 991 GT3 Cup              | 322        | Alessandro Mainetti   | PA         | 1-4        |
| Krypton Motorsport         | Porsche 991 GT3 Cup              | 322        | Giovanni Berton       | PA         | 3-4        |
| Krypton Motorsport         | Porsche 991 GT3 Cup              | 372        | Ivan Costacurta       | AM         | 1-3        |
| Krypton Motorsport         | Porsche 991 GT3 Cup              | 372        | Diego Locanto         | AM         | 1-3        |
| Krypton Motorsport         | Porsche 991 GT3 Cup              | 389        | Tazio Pieri           | AM         | 1-4        |
| Easy Race                  | Ferrari 488 Challenge            | 323        | Luigi Coluccio        | PA         | 1-4        |
| Easy Race                  | Ferrari 488 Challenge            | 323        | Rocco Mazzola         | PA         | 1-4        |
| Scuderia Ravetto & Ruberti | Ferrari 488 Challenge            | 333        | Alessandro Berton     | AM         | 1-4        |
| Scuderia Ravetto & Ruberti | Ferrari 488 Challenge            | 333        | Samuele Buttarelli    | AM         | 1-4        |
| Scuderia Ravetto & Ruberti | Ferrari 488 Challenge            | 334        | Emilio Gennaro Rocchi | AM         | 1-3        |
| Scuderia Ravetto & Ruberti | Ferrari 488 Challenge            | 334        | Alfredo Salerno       | AM         | 1-3        |
| RS Racing                  | Ferrari 488 Challenge            | 352        | Axel Sartingen        | PA         | 3          |
| RS Racing                  | Ferrari 488 Challenge            | 352        | Alexander Nussbaumer  | PA         | 3          |
| PS Performance             | Porsche 991 GT3 Cup              | 356        | Gianluca Carboni      | PA         | 4          |
| PS Performance             | Porsche 991 GT3 Cup              | 356        | Emanuele Romani       | PA         | 4          |
| GDL Racing                 | Porsche 991 GT3 Cup              | 367        | Roberto Fecchio       | AM         | 4          |
| ZRS Motorsport             | Porsche 991 GT3 Cup              | 390        | Riccardo De Bellis    | AM         | 4          |
| Antonelli Motorsport       | Lamborghini Huracán Super Trofeo | 391        | Gianluca Carboni      | PA         | 1-2        |
| Antonelli Motorsport       | Lamborghini Huracán Super Trofeo | 391        | Lorenzo Pegoraro      | PA         | 1-2        |
| EF Racing                  | Porsche 991 GT3 Cup              | 396        | Dario Baruchelli      | AM         | 1-3        |
| EF Racing                  | Porsche 991 GT3 Cup              | 396        | Pierluigi Alessandri  | AM         | 1-3        |
| EF Racing                  | Porsche 991 GT3 Cup              | 397        | Gianfranco Bronzini   | AM         | 1-3        |
| EF Racing                  | Porsche 991 GT3 Cup              | 397        | Emanuele Tabacchi     | AM         | 1-         |
| EF Racing                  | Porsche 991 GT3 Cup              | 397        | Dario Baruchelli      | AM         | 4          |
| Autorlando Sport           | Porsche 991 GT3 Cup              | 398        | Giuseppe Ghezzi       | AM         | 1, 3-4     |
| Autorlando Sport           | Porsche 991 GT3 Cup              | 398        | Thomas Pichler        | AM         | 1-4        |
| Autorlando Sport           | Porsche 991 GT3 Cup              | 398        | Antonio Maria Macripò | AM         | 2          |

| Icona | Classe |
| ----- | ------ |
| P     | PRO    |
| PA    | PRO AM |
| AM    | AM     |

### Endurance
| Classe GT3                 | Classe GT3                  | Classe GT3 | Classe GT3           | Classe GT3 | Classe GT3 |
| Scuderia                   | Vettura                     | #          | Pilota               | Classe     | Gare       |
| -------------------------- | --------------------------- | ---------- | -------------------- | ---------- | ---------- |
| Easy Race                  | Ferrari 488 GT3             | 3          | Vito Postiglione     | P          | 1          |
| Easy Race                  | Ferrari 488 GT3             | 3          | Riccardo Agostini    | P          | 1          |
| Easy Race                  | Ferrari 488 GT3             | 3          | Lorenzo Patrese      | P          | 1          |
| Imperiale Racing           | Lamborghini Huracán GT3 Evo | 6          | Daan Pijl            | P          | 1-4        |
| Imperiale Racing           | Lamborghini Huracán GT3 Evo | 6          | Raúl Gúzman          | P          | 1-4        |
| Imperiale Racing           | Lamborghini Huracán GT3 Evo | 6          | Mateo Llarena        | P          | 2-4        |
| Imperiale Racing           | Lamborghini Huracán GT3 Evo | 9          | James Roe            | PA         | 2-4        |
| Imperiale Racing           | Lamborghini Huracán GT3 Evo | 9          | Sebastian Balthasar  | PA         | 2-4        |
| Imperiale Racing           | Lamborghini Huracán GT3 Evo | 9          | Riccardo Ponzio      | PA         | 2-4        |
| Kessel Racing              | Ferrari 488 GT3             | 8          | "L.M.D.V."           | AM         | 4          |
| Kessel Racing              | Ferrari 488 GT3             | 8          | Alessandro Cutrera   | AM         | 4          |
| Kessel Racing              | Ferrari 488 GT3             | 8          | Marco Talarico       | AM         | 4          |
| Antonelli Motorsport       | Mercedes-AMG GT3            | 17         | Florian Scholze      | P          | 1-4        |
| Antonelli Motorsport       | Mercedes-AMG GT3            | 17         | Kikko Galbiati       | P          | 1-4        |
| Antonelli Motorsport       | Mercedes-AMG GT3            | 44         | Emidio Pesce         | PA         | 1-4        |
| Antonelli Motorsport       | Mercedes-AMG GT3            | 44         | Jop Rappange         | PA         | 1-4        |
| Antonelli Motorsport       | Mercedes-AMG GT3            | 44         | Francesca Linossi    | PA         | 2-4        |
| Vincenzo Sospiri Racing    | Lamborghini Huracán GT3 Evo | 19         | Michele Beretta      | P          | 1-3        |
| Vincenzo Sospiri Racing    | Lamborghini Huracán GT3 Evo | 19         | Edoardo Liberati     | P          | 1-4        |
| Vincenzo Sospiri Racing    | Lamborghini Huracán GT3 Evo | 19         | Yuki Nemoto          | P          | 1-4        |
| Vincenzo Sospiri Racing    | Lamborghini Huracán GT3 Evo | 63         | Karol Basz           | P          | 1-4        |
| Vincenzo Sospiri Racing    | Lamborghini Huracán GT3 Evo | 63         | Benjamin Hites       | P          | 1-4        |
| Vincenzo Sospiri Racing    | Lamborghini Huracán GT3 Evo | 63         | Mattia Michelotto    | P          | 1-4        |
| Vincenzo Sospiri Racing    | Lamborghini Huracán GT3 Evo | 66         | Andrea Cola          | PA         | 1-4        |
| Vincenzo Sospiri Racing    | Lamborghini Huracán GT3 Evo | 66         | Baptiste Moulin      | PA         | 1-4        |
| Huber Racing               | Porsche 991 GT3 R           | 20         | Manuel Lauck         | PA         | 4          |
| Huber Racing               | Porsche 991 GT3 R           | 20         | Jörg Dreisow         | PA         | 4          |
| Scuderia Baldini 27        | Ferrari 488 GT3             | 27         | Rubens Barrichello   | P          | 3          |
| Scuderia Baldini 27        | Ferrari 488 GT3             | 27         | Giancarlo Fisichella | P          | 3          |
| BMW Team Italia            | BMW M4 GT3                  | 50         | Stefano Comandini    | P          | 1-4        |
| BMW Team Italia            | BMW M4 GT3                  | 50         | Giuseppe Fascicolo   | P          | 1-4        |
| BMW Team Italia            | BMW M4 GT3                  | 50         | Alfred Nilsson       | P          | 1-4        |
| Nova Race                  | Honda NSX GT3 Evo           | 55         | Jacopo Guidetti      | P          | 1-4        |
| Nova Race                  | Honda NSX GT3 Evo           | 55         | Leonardo Moncini     | P          | 1-4        |
| Nova Race                  | Honda NSX GT3 Evo           | 55         | Jorge Cabezas        | P          | 1-4        |
| Nova Race                  | Honda NSX GT3 Evo           | 77         | Luca Magnoni         | AM         | 1-4        |
| Nova Race                  | Honda NSX GT3 Evo           | 77         | Diego Di Fabio       | AM         | 1-4        |
| Nova Race                  | Honda NSX GT3 Evo           | 77         | Alberto Lippi        | AM         | 2          |
| Nova Race                  | Honda NSX GT3 Evo           | 99         | Paul Ip              | AM         | 4          |
| Nova Race                  | Honda NSX GT3 Evo           | 99         | Marchy Lee           | AM         | 4          |
| Herberth Motorsport        | Porsche 991 GT3 R           | 69         | Ralf Bohn            | AM         | 4          |
| Herberth Motorsport        | Porsche 991 GT3 R           | 69         | Alfred Renauer       | AM         | 4          |
| Herberth Motorsport        | Porsche 991 GT3 R           | 69         | Robert Renauer       | AM         | 4          |
| Classe GT4                 |                             |            |                      |            |            |
| Scuderia                   | Vettura                     | #          | Pilota               | Classe     | Gare       |
| Nova Race                  | Mercedes-AMG GT4            | 207        | Fulvio Ferri         | PA         | 2          |
| Nova Race                  | Mercedes-AMG GT4            | 207        | Giacomo Parisotto    | PA         | 2          |
| Nova Race                  | Mercedes-AMG GT4            | 207        | Alberto Naska        | PA         | 2          |
| Classe GT Cup              |                             |            |                      |            |            |
| Scuderia                   | Vettura                     | #          | Pilota               | Classe     | Gare       |
| Team Italy                 | Lamborghini Huracán GT3 Evo | 305        | Nicholas Risitano    | PA         | 3          |
| Team Italy                 | Lamborghini Huracán GT3 Evo | 305        | Manuel Menichini     | PA         | 3          |
| Team Italy                 | Lamborghini Huracán GT3 Evo | 306        | Leonardo Becagli     | AM         | 1-2        |
| Team Italy                 | Lamborghini Huracán GT3 Evo | 306        | Fidel Castillo Ruiz  | AM         | 1-2        |
| Team Italy                 | Lamborghini Huracán GT3 Evo | 306        | Francesco La Mazza   | AM         | 1          |
| Team Italy                 | Lamborghini Huracán GT3 Evo | 306        | Lorenzo Pegoraro     | AM         | 2          |
| Rexal FFF Racing Team      | Lamborghini Huracán GT3 Evo | 308        | Donovan Privitelio   | AM         | 2-4        |
| Rexal FFF Racing Team      | Lamborghini Huracán GT3 Evo | 308        | Luciano Privitelio   | AM         | 2-4        |
| Rexal FFF Racing Team      | Lamborghini Huracán GT3 Evo | 310        | Rodrigo Testa        | AM         | 3          |
| Rexal FFF Racing Team      | Lamborghini Huracán GT3 Evo | 310        | Hiroshi Hamaguchi    | AM         | 3          |
| Team Lazarus               | Lamborghini Huracán GT3 Evo | 309        | Stefano Bozzoni      | AM         | 1-4        |
| Team Lazarus               | Lamborghini Huracán GT3 Evo | 309        | Fabrizio Del Monte   | AM         | 1-4        |
| Team Lazarus               | Lamborghini Huracán GT3 Evo | 309        | Marco Santanocita    | AM         | 2-4        |
| Best Lap                   | Ferrari 488 GT3             | 312        | Eliseo Donno         | PA         | 1-2        |
| Best Lap                   | Ferrari 488 GT3             | 312        | Nicholas Risitano    | PA         | 1-2        |
| Best Lap                   | Ferrari 488 GT3             | 312        | Manuel Menichini     | PA         | 1-2        |
| Krypton Motorsport         | Porsche 991 GT3 Cup         | 322        | Stefano Gattuso      | PA         | 1-2        |
| Krypton Motorsport         | Porsche 991 GT3 Cup         | 322        | Alessandro Mainetti  | PA         | 1-4        |
| Krypton Motorsport         | Porsche 991 GT3 Cup         | 322        | Giacomo Riva         | PA         | 1-4        |
| Krypton Motorsport         | Porsche 991 GT3 Cup         | 322        | Giovanni Berton      | PA         | 3-4        |
| Krypton Motorsport         | Porsche 991 GT3 Cup         | 372        | Alberto Rodio        | AM         | 1-3        |
| Krypton Motorsport         | Porsche 991 GT3 Cup         | 372        | Diego Locanto        | AM         | 1-3        |
| Krypton Motorsport         | Porsche 991 GT3 Cup         | 372        | Stefano Pezzucchi    | AM         | 1-3        |
| Krypton Motorsport         | Porsche 991 GT3 Cup         | 389        | Daniele Cazzaniga    | PA         | 1-4        |
| Krypton Motorsport         | Porsche 991 GT3 Cup         | 389        | Davide Di Benedetto  | PA         | 1-4        |
| Krypton Motorsport         | Porsche 991 GT3 Cup         | 389        | Giuseppe Nicolosi    | PA         | 1-4        |
| Easy Race                  | Ferrari 488 Challenge       | 323        | Luigi Coluccio       | PA         | 1-2, 4     |
| Easy Race                  | Ferrari 488 Challenge       | 323        | Rocco Mazzola        | PA         | 1-4        |
| Easy Race                  | Ferrari 488 Challenge       | 323        | Vito Postiglione     | PA         | 2-4        |
| Formula Racing             | Ferrari 488 Challenge       | 327        | Matteo Cressoni      | PA         | 2          |
| Formula Racing             | Ferrari 488 Challenge       | 327        | Marco Pulcini        | PA         | 2          |
| Scuderia Ravetto & Ruberti | Ferrari 488 Challenge       | 333        | Samuele Buttarelli   | AM         | 1-4        |
| Scuderia Ravetto & Ruberti | Ferrari 488 Challenge       | 333        | Lorenzo Cossu        | AM         | 1-4        |
| Scuderia Ravetto & Ruberti | Ferrari 488 Challenge       | 333        | Alessio Bacci        | AM         | 1-2        |
| Scuderia Ravetto & Ruberti | Ferrari 488 Challenge       | 333        | Fidel Castillo Ruiz  | AM         | 3          |
| Scuderia Ravetto & Ruberti | Ferrari 488 Challenge       | 333        | Manuel Menichini     | AM         | 4          |
| Scuderia Ravetto & Ruberti | Ferrari 458 Challenge       | 334        | Jacopo Baratto       | AM         | 1-2        |
| Scuderia Ravetto & Ruberti | Ferrari 458 Challenge       | 334        | "Aramis"             | AM         | 1-2        |
| Scuderia Ravetto & Ruberti | Ferrari 458 Challenge       | 334        | Salvatore Pennisi    | AM         | 1-2        |
| Scuderia Ravetto & Ruberti | Ferrari 488 Challenge       | 369        | Lorenzo Bontempelli  | AM         | 2-3        |
| Scuderia Ravetto & Ruberti | Ferrari 488 Challenge       | 369        | Francesco La Mazza   | AM         | 2-4        |
| Scuderia Ravetto & Ruberti | Ferrari 488 Challenge       | 369        | Luca Demarchi        | AM         | 2          |
| Scuderia Ravetto & Ruberti | Ferrari 488 Challenge       | 369        | Jacopo Baratto       | AM         | 3          |
| Scuderia Ravetto & Ruberti | Ferrari 488 Challenge       | 369        | Fidel Castillo Ruiz  | AM         | 4          |
| Scuderia Ravetto & Ruberti | Ferrari 488 Challenge       | 369        | Alessio Bacci        | AM         | 4          |
| Bonaldi Motorsport         | Lamborghini Huracán GT3 Evo | 332        | Martin Kodrić        | PA         | 4          |
| Bonaldi Motorsport         | Lamborghini Huracán GT3 Evo | 332        | Sandro Mur           | PA         | 4          |
| Bonaldi Motorsport         | Lamborghini Huracán GT3 Evo | 351        | Miloš Pavlović       | PA         | 1-4        |
| Bonaldi Motorsport         | Lamborghini Huracán GT3 Evo | 351        | Michael Fischbaum    | PA         | 1-4        |
| Bonaldi Motorsport         | Lamborghini Huracán GT3 Evo | 351        | Fabio Vairani        | PA         | 1          |

| Icona | Classe |
| ----- | ------ |
| P     | PRO    |
| PA    | PRO AM |
| AM    | AM     |

## Risultati delle gare

### Sprint
| Gara | Circuito | Pole position                     | Giro veloce                         | Pilota vincitore                    | Scuderia vincitrice  | Vincitore GT4                            | Vincitore GT Cup                    |
| ---- | -------- | --------------------------------- | ----------------------------------- | ----------------------------------- | -------------------- | ---------------------------------------- | ----------------------------------- |
| 1    | Monza    | Alberto Di Folco Stuart Middleton | Jacopo Guidetti Leonardo Moncini    | Jens Klingmann Timo Glock           | BMW Team Italia      | Alessandro Marchetti Alexander Schjerpen | Giacomo Barri Eric Scalvini         |
| 2    | Monza    | Timo Glock Jens Klingmann         | Timo Glock Jens Klingmann           | Alberto Di Folco                    | Imperiale Racing     | Alessandro Marchetti Alexander Schjerpen | Stefano Gattuso Alessandro Mainetti |
| 3    | Misano   | Kikko Galbiati Paul Meijer        | José Manuel Urcera Daniele Di Amato | José Manuel Urcera Daniele Di Amato | Scuderia Baldini 27  | Filippo Bencivenni Fulvio Ferri          | Giacomo Barri Eric Scalvini         |
| 4    | Misano   | Alberto Di Folco Stuart Middleton | Timo Glock Jens Klingmann           | Jacopo Guidetti Leonardo Moncini    | Nova Race            | Filippo Bencivenni Fulvio Ferri          | Vito Postiglione Gianluigi Piccioli |
| 5    | Imola    | Jens Klingmann Timo Glock         | Alberto Di Folco Stuart Middleton   | Alberto Di Folco Stuart Middleton   | Imperiale Racing     | Diego Di Fabio Alexander Schjerpen       | Rodrigo Testa                       |
| 6    | Imola    | Timo Glock Jens Klingmann         | Timo Glock Jens Klingmann           | Matteo Cressoni Kikko Galbiati      | Antonelli Motorsport | Diego Di Fabio Alexander Schjerpen       | Vito Postiglione Eliseo Donno       |
| 7    | Mugello  | Alberto Di Folco Stuart Middleton | Jacopo Guidetti Leonardo Moncini    | Alberto Di Folco Stuart Middleton   | Imperiale Racing     | Filippo Bencivenni Fulvio Ferri          | Rodrigo Testa                       |
| 8    | Mugello  | Marco Butti Simone Patrinicola    | Timo Glock Jens Klingmann           | Jacopo Guidetti Leonardo Moncini    | Nova Race            | Filippo Bencivenni Fulvio Ferri          | Giammarco Marzialetti Eliseo Donno  |

### Endurance
| Gara | Circuito   | Pole position                                | Giro veloce                                         | Pilota vincitore                             | Scuderia vincitrice     | Vincitore GT4                                | Vincitore GT Cup                 |
| ---- | ---------- | -------------------------------------------- | --------------------------------------------------- | -------------------------------------------- | ----------------------- | -------------------------------------------- | -------------------------------- |
| 1    | Pergusa    | Michele Beretta Edoardo Liberati Yuki Nemoto | Jacopo Guidetti Leonardo Moncini Jorge Cabezas      | Karol Basz Benjamin Hites Mattia Michelotto  | Vincenzo Sospiri Racing | nessun iscritto                              | Luigi Coluccio Rocco Mazzola     |
| 2    | Mugello    | Karol Basz Benjamin Hites Mattia Michelotto  | Michele Beretta Edoardo Liberati Yuki Nemoto        | Michele Beretta Edoardo Liberati Yuki Nemoto | Vincenzo Sospiri Racing | Fulvio Ferri Giacomo Parisotto Alberto Naska | Miloš Pavlović Michael Fischbaum |
| 3    | Vallelunga | Giancarlo Fisichella Rubens Barrichello      | Michele Beretta Edoardo Liberati Yuki Nemoto        | Giancarlo Fisichella Rubens Barrichello      | Scuderia Baldini 27     | nessun iscritto                              | Vito Postiglione Rocco Mazzola   |
| 4    | Monza      | Edoardo Liberati Yuki Nemoto                 | Giuseppe Fascicolo Stefano Comandini Alfred Nilsson | Edoardo Liberati Yuki Nemoto                 | Vincenzo Sospiri Racing | nessun iscritto                              | Miloš Pavlović Michael Fischbaum |

## Classifiche

### GT Sprint
La classifica tiene conto dei 7 migliori risultati ottenuti.

#### Assoluta
| Pos.             | Pilota                              | Team                                   | Vettura               | MNZ | MNZ | MIS | MIS | IMO | IMO | MUG | MUG | Punti | Validi |
| ---------------- | ----------------------------------- | -------------------------------------- | --------------------- | --- | --- | --- | --- | --- | --- | --- | --- | ----- | ------ |
| 1                | Leonardo Moncini Jacopo Guidetti    | Nova Race                              | Honda NSX             | 2   | 6   | 4   | 1   | 4   | 2   | 3   | 1   | 101   | 96     |
| 2                | Timo Glock Jens Klingmann           | BMW Team Italia                        | BMW M4                | 1   | 2   | 12  | 3   | 3   | 7   | 2   | 33  | 78    | 78     |
| 3                | Daniele Di Amato José Manuel Urcera | Scuderia Baldini 27                    | Ferrari 488 GTE       | 5   | 5   | 1   | 6   | 2   | 3   | 5   | 3   | 82    | 77     |
| 4                | Alberto Di Folco                    | Imperiale Racing                       | Lamborghini Huracán   | 8   | 1   | 6   | NP  | 1   | 4   | 1   | 10  | 76    | 76     |
| 5                | Kikko Galbiati                      | Antonelli Motorsport                   | Mercedes-AMG GT       | 4   | 3   | 2   | 4   | 36  | 1   | 4   | 4   | 75    | 75     |
| 6                | Stuart Middleton                    | Imperiale Racing                       | Lamborghini Huracán   | 8   | INF | 6   | NP  | 1   | 4   | 1   | 10  | 56    | 56     |
| 7                | Matteo Cressoni                     | Antonelli Motorsport                   | Mercedes-AMG GT       | 4   | 3   |     |     | 36  | 1   | 4   | 4   | 53    | 53     |
| 8                | Stefano Gai                         | Scuderia Baldini 27 (1-3) AF Corse (4) | Ferrari 488 GTE       | 3   | 4   | 7   | 2   | 6   | 5   | 8   | 13  | 52    | 52     |
| 9                | Nelson Panciatici                   | Scuderia Baldini 27                    | Ferrari 488 GTE       | 3   | 4   | 7   | 2   | 6   | 5   |     |     | 49    | 49     |
| 10               | Francesco Guerra Matteo Greco       | Nova Race                              | Honda NSX             | 6   | Rit | 3   | 7   | 5   | 6   | 7   | 5   | 42    | 42     |
| 11               | Jonathan Cecotto Mattia Di Giusto   | LP Racing                              | Lamborghini Huracán   | 7   | 7   | 9   | 8   | 7   | 29  | 6   | 2   | 37    | 37     |
| 12               | Marco Butti Simone Patrinicola      | Audi Sport Italia                      | Audi R8 LMS           | 16  | 8   | 10  | 10  | 9   | 9   | 29  | 7   | 13    | 13     |
| 13               | Emidio Pesce Jop Rappange           | Antonelli Motorsport                   | Mercedes-AMG GT       | 10  | 10  | 8   | 31  | 8   | 8   | 9   | 11  | 13    | 13     |
| 14               | Alessandro Cozzi                    | AF Corse                               | Ferrari 488 GTE       | 12  | 13  | 22  | 11  | 10  | 19  | Rit | 6   | 6     | 6      |
| 15               | Giammarco Marzialetti               | Best Lap                               | Ferrari 488 Challenge | 33  | 26  | 27  | 26  | 27  | 31  | Rit | 8   | 3     | 3      |
| 16               | Han Huilin                          | AF Corse                               | Ferrari 488 GTE       | 32  | 19  | 13  | 22  | Rit | 18  | 8   | 13  | 3     | 3      |
| 17               | Enrico Di Leo "Poppy"               | AB Motorsport                          | Porsche 991 GT3 RS    | 23  | 21  | 24  | 19  | 29  | 20  | 14  | 9   | 2     | 2      |
| 18               | Luca Magnoni                        | Nova Race                              | Honda NSX             | 18  | Rit | 11  | 9   | 21  | Rit |     |     | 2     | 2      |
| 19               | Vito Postiglione                    | Best Lap                               | Ferrari 488 GTE       |     |     | 18  | 12  | Rit | 10  | 15  | 15  | 1     | 1      |
| 20               | Paul August                         | Imperiale Racing                       | Lamborghini Huracán   | 31  | Rit | 17  | 18  | 11  | 14  | 24  | 23  | 0     | 0      |
| 21               | Angelo Negro                        | AF Corse                               | Ferrari 488 GTE       | 32  | 19  | 13  | 22  | Rit | 18  |     |     | 0     | 0      |
| Non classificati |                                     |                                        |                       |     |     |     |     |     |     |     |     |       |        |
|                  | Paul Meijer                         | Antonelli Motorsport                   | Mercedes-AMG GT       |     |     | 2   | 4   |     |     |     |     | 22    | 0      |
|                  | Riccardo Agostini Daniel Vebster    | Easy Race                              | Ferrari 488 GTE       | 9   | 9   | 5   | 5   |     |     |     |     | 16    | 0      |
|                  | Eliseo Donno                        | Best Lap                               | Ferrari 488 GTE       |     |     |     |     | Rit | 10  | Rit | 8   | 4     | 0      |
|                  | Diego Di Fabio                      | Nova Race                              | Honda NSX             |     |     | 11  | 9   | 32  | 33  |     |     | 2     | 0      |
|                  | Rodrigo Testa                       | Rexal FFF Racing Team                  | Lamborghini Huracán   |     |     |     |     | 12  | 16  | 10  | 16  | 1     | 0      |
|                  | Alberto Lippi                       | Nova Race                              | Honda NSX             | 18  | Rit |     |     |     |     |     |     | 0     | 0      |
| Pos              | Pilota                              | Team                                   | Vettura               | MNZ | MNZ | MIS | MIS | IMO | IMO | MUG | MUG | Punti | Validi |

| Colore  | Risultato             |
| ------- | --------------------- |
| Oro     | Vincitore             |
| Argento | 2º posto              |
| Bronzo  | 3º posto              |
| Verde   | Finito a punti        |
| Blu     | Finito senza punti    |
| Viola   | Ritirato (Rit)        |
| Viola   | Non classificato (NC) |
| Rosso   | Non qualificato (NQ)  |
| Nero    | Squalificato (SQ)     |
| Bianco  | Non partito (NP)      |
| Bianco  | Non ha gareggiato     |
| Bianco  | Infortunato (INF)     |
| Bianco  | Escluso (ES)          |
| Bianco  | Gara cancellata (C)   |

#### GT3 Pro-Am
| Pos.             | Pilota                            | Team                 | Vettura             | MNZ | MNZ | MIS | MIS | IMO | IMO | MUG | MUG | Punti | Validi |
| ---------------- | --------------------------------- | -------------------- | ------------------- | --- | --- | --- | --- | --- | --- | --- | --- | ----- | ------ |
| 1                | Jonathan Cecotto Mattia Di Giusto | LP Racing            | Lamborghini Huracán | 7   | 7   | 9   | 8   | 7   | 29  | 6   | 2   | 145   | 130    |
| 2                | Emidio Pesce Jop Rappange         | Antonelli Motorsport | Mercedes-AMG GT     |     |     | 8   | 31  | 8   | 8   | 9   | 11  | 94    | 94     |
| Non classificati |                                   |                      |                     |     |     |     |     |     |     |     |     |       |        |
|                  | Marco Butti Simone Patrinicola    | Audi Sport Italia    | Audi R8 evo 2       |     |     |     |     |     |     | 29  | 7   | 22    | 0      |
|                  | Stefano Gai Han Huilin            | AF Corse             | Ferrari 488 GTE     |     |     |     |     |     |     | 8   | 13  | 22    | 0      |
|                  | Francesco Guerra Matteo Greco     | Nova Race            | Honda NSX           | 6   | Rit |     |     |     |     |     |     | 20    | 0      |
| Pos              | Pilota                            | Team                 | Vettura             | MNZ | MNZ | MIS | MIS | IMO | IMO | MUG | MUG | Punti | Validi |

| Colore  | Risultato             |
| ------- | --------------------- |
| Oro     | Vincitore             |
| Argento | 2º posto              |
| Bronzo  | 3º posto              |
| Verde   | Finito a punti        |
| Blu     | Finito senza punti    |
| Viola   | Ritirato (Rit)        |
| Viola   | Non classificato (NC) |
| Rosso   | Non qualificato (NQ)  |
| Nero    | Squalificato (SQ)     |
| Bianco  | Non partito (NP)      |
| Bianco  | Non ha gareggiato     |
| Bianco  | Infortunato (INF)     |
| Bianco  | Escluso (ES)          |
| Bianco  | Gara cancellata (C)   |

#### GT3 Am
| Pos.             | Pilota                         | Team              | Vettura             | MNZ | MNZ | MIS | MIS | IMO | IMO | MUG | MUG | Punti | Validi |
| ---------------- | ------------------------------ | ----------------- | ------------------- | --- | --- | --- | --- | --- | --- | --- | --- | ----- | ------ |
| 1                | Marco Butti Simone Patrinicola | Audi Sport Italia | Audi R8 evo 2       | 16  | 8   | 10  | 10  | 9   | 9   |     |     | 110   | 110    |
| 2                | Alessandro Cozzi               | AF Corse          | Ferrari 488 GTE     | 12  | 13  | 22  | 11  | 10  | 19  | Rit | 6   | 92    | 92     |
| 3                | Paul August                    | Imperiale Racing  | Lamborghini Huracán | 31  | Rit | 17  | 18  | 11  | 14  | 24  | 23  | 75    | 75     |
| 4                | Luca Magnoni                   | Nova Race         | Honda NSX           | 18  | Rit | 11  | 10  | 21  | Rit |     |     | 54    | 54     |
| 5                | Angelo Negro Han Huilin        | AF Corse          | Ferrari 488 GTE     | 32  | 19  | 13  | 22  | Rit | 18  |     |     | 48    | 48     |
| Non classificati |                                |                   |                     |     |     |     |     |     |     |     |     |       |        |
|                  | Diego Di Fabio                 | Nova Race         | Honda NSX           |     |     | 11  | 10  |     |     |     |     | 35    | 0      |
|                  | Paul Ip Marchy Lee             | Nova Race         | Honda NSX           |     |     |     |     |     |     | 19  | 20  | 35    | 0      |
|                  | Alberto Lippi                  | Nova Race         | Honda NSX           | 18  | Rit |     |     |     |     |     |     | 12    | 0      |
| Pos              | Pilota                         | Team              | Vettura             | MNZ | MNZ | MIS | MIS | IMO | IMO | MUG | MUG | Punti | Validi |

| Colore  | Risultato             |
| ------- | --------------------- |
| Oro     | Vincitore             |
| Argento | 2º posto              |
| Bronzo  | 3º posto              |
| Verde   | Finito a punti        |
| Blu     | Finito senza punti    |
| Viola   | Ritirato (Rit)        |
| Viola   | Non classificato (NC) |
| Rosso   | Non qualificato (NQ)  |
| Nero    | Squalificato (SQ)     |
| Bianco  | Non partito (NP)      |
| Bianco  | Non ha gareggiato     |
| Bianco  | Infortunato (INF)     |
| Bianco  | Escluso (ES)          |
| Bianco  | Gara cancellata (C)   |

#### GT Cup Pro-Am
| Pos.             | Pilota                                | Team                                               | Vettura                                          | MNZ | MNZ | MIS | MIS | IMO | IMO | MUG | MUG | Punti | Validi |
| ---------------- | ------------------------------------- | -------------------------------------------------- | ------------------------------------------------ | --- | --- | --- | --- | --- | --- | --- | --- | ----- | ------ |
| 1                | Luigi Coluccio Rocco Mazzola          | Easy Race                                          | Ferrari 488 GTE                                  | 13  | 14  | 15  | 14  | 15  | 21  | 31  | 14  | 91    | 88     |
| 2                | Gianluigi Piccioli                    | Ebimotors                                          | Porsche 991 GT3 RS                               | 14  | 17  | 18  | 12  | 13  | 23  | 32  | 12  | 89    | 87     |
| 3                | Eric Scalvini Giacomo Barri           | Team Italy                                         | Lamborghini Huracán                              | 11  | 15  | 14  | 17  | 18  | 17  | 11  | 25  | 82    | 78     |
| 4                | Alessandro Mainetti                   | Krypton Motorsport                                 | Porsche 991 GT3 RS                               | 21  | 11  | 19  | 13  | Rit | 11  | Rit | 19  | 67    | 67     |
| 5                | Vito Postiglione                      | Ebimotors (2) Best Lap (3) Tsunami Racing Team (4) | Porsche 991 GT3 RS (2, 4) Ferrari 488 GTE (3)    |     |     | 18  | 12  | Rit | 9   | 15  | 15  | 66    | 66     |
| 6                | Riccardo Pera                         | Ebimotors                                          | Porsche 991 GT3 RS                               | 14  | 17  |     |     | 13  | 23  | 32  | 12  | 62    | 62     |
| 7                | Andrés Mendez                         | Bonaldi Motorsport                                 | Lamborghini Huracán                              | 15  | 12  | 34  | 21  | 24  | Rit | 12  | Rit | 46    | 46     |
| 8                | Vicky Piria                           | Tsunami Racing Team                                | Porsche 991 GT3 RS                               | 27  | Rit | 35  | 20  | 17  | 13  | 15  | 15  | 42    | 42     |
| 9                | Gianluca Carboni                      | Antonelli Motorsport (1-2) PS Performance (4)      | Lamborghini Huracán (1-2) Porsche 991 GT3 RS (4) | 24  | 29  | 16  | 16  |     |     | 30  | 21  | 33    | 33     |
| 10               | Giovanni Berton                       | Tsunami Racing Team (1-2) Krypton Motorsport (3-4) | Porsche 991 GT3 RS                               | Rit | Rit | Rit | 15  | Rit | 11  | Rit | 19  | 28    | 28     |
| 11               | Davide Amaduzzi Jeffrey Nelson        | Ebimotors                                          | Porsche 991 GT3 RS                               | 38  | 25  | 33  | 25  | 34  | 32  | 22  | Rit | 22    | 22     |
| Non classificati |                                       |                                                    |                                                  |     |     |     |     |     |     |     |     |       |        |
|                  | Stefano Gattuso                       | Krypton Motorsport                                 | Porsche 991 GT3 RS                               | 21  | 11  | 19  | 13  |     |     |     |     | 46    | 0      |
|                  | Rodrigo Testa                         | Rexal FFF Racing Team                              | Lamborghini Huracán                              |     |     |     |     |     |     | 10  | 16  | 27    | 0      |
|                  | Mikkel Mac Ernst Kirchmayr            | Team Baron Motorsport                              | Ferrari 488 GTE                                  |     |     |     |     | 16  | 12  |     |     | 24    | 0      |
|                  | Lorenzo Pegoraro                      | Antonelli Motorsport                               | Lamborghini Huracán                              | 24  | 29  | 16  | 16  |     |     |     |     | 24    | 0      |
|                  | Eliseo Donno                          | Best Lap                                           | Ferrari 488 GTE                                  |     |     |     |     | Rit | 9   |     |     | 20    | 0      |
|                  | Giammarco Levorato                    | Tsunami Racing Team                                | Porsche 991 GT3 RS                               |     |     |     |     | 17  | 13  |     |     | 14    | 0      |
|                  | Martin Kodrić Fabio Vairani           | Bonaldi Motorsport                                 | Lamborghini Huracán                              | 19  | 16  |     |     |     |     |     |     | 12    | 0      |
|                  | Alessandro Giardelli Renato Gaiofatto | Ebimotors                                          | Porsche 991 GT3 RS                               |     |     |     |     | 30  | 15  |     |     | 10    | 0      |
|                  | "Babalus" Gianluigi Simonelli         | Best Lap                                           | Ferrari 488 GTE                                  |     |     |     |     |     |     | 21  | 27  | 9     | 0      |
|                  | Francesca Linossi                     | Tsunami Racing Team                                | Porsche 991 GT3 RS                               | 27  | Rit | 35  | 20  |     |     |     |     | 9     | 0      |
|                  | Lorenzo Bontempelli                   | Tsunami Racing Team                                | Porsche 991 GT3 RS                               | Rit | Rit | Rit | 15  |     |     |     |     | 7     | 0      |
|                  | Miloš Pavlović Michael Fischbaum      | Antonelli Motorsport                               | Mercedes-AMG GT                                  | 26  | Rit |     |     |     |     |     |     | 3     | 0      |
| Pos              | Pilota                                | Team                                               | Vettura                                          | MNZ | MNZ | MIS | MIS | IMO | IMO | MUG | MUG | Punti | Validi |

| Colore  | Risultato             |
| ------- | --------------------- |
| Oro     | Vincitore             |
| Argento | 2º posto              |
| Bronzo  | 3º posto              |
| Verde   | Finito a punti        |
| Blu     | Finito senza punti    |
| Viola   | Ritirato (Rit)        |
| Viola   | Non classificato (NC) |
| Rosso   | Non qualificato (NQ)  |
| Nero    | Squalificato (SQ)     |
| Bianco  | Non partito (NP)      |
| Bianco  | Non ha gareggiato     |
| Bianco  | Infortunato (INF)     |
| Bianco  | Escluso (ES)          |
| Bianco  | Gara cancellata (C)   |

#### GT Cup Am
| Pos.             | Pilota                                | Team                       | Vettura             | MNZ | MNZ | MIS | MIS | IMO | IMO | MUG | MUG | Punti | Validi |
| ---------------- | ------------------------------------- | -------------------------- | ------------------- | --- | --- | --- | --- | --- | --- | --- | --- | ----- | ------ |
| 1                | Enrico Di Leo "Poppy"                 | AB Motorsport              | Porsche 991 GT3 RS  | 23  | 21  | 24  | 19  | 29  | 20  | 14  | 9   | 94    | 94     |
| 2                | Tazio Pieri                           | Krypton Motorsport         | Porsche 991 GT3 RS  | 22  | 18  | 20  | Rit | 20  | Rit | 16  | 18  | 78    | 78     |
| 3                | Emanuele Tabacchi                     | EF Racing                  | Porsche 991 GT3 RS  | 29  | 20  | 21  | Rit | 19  | 26  | 17  | 17  | 70    | 70     |
| 4                | Alessandro Berton Samuele Buttarelli  | Scuderia Ravetto & Ruberti | Ferrari 488 GTE     | 17  | 24  | Rit | 23  | 37  | NP  | 13  | 19  | 64    | 64     |
| 5                | Gianfranco Bronzini                   | EF Racing                  | Porsche 991 GT3 RS  | 29  | 20  | 21  | Rit | 19  | 26  |     |     | 51    | 51     |
| 6                | Thomas Pichler                        | Autorlando Sport           | Porsche 991 GT3 RS  | 20  | 22  | 25  | Rit | Rit | 25  | 18  | 22  | 48    | 48     |
| 7                | Giammarco Marzialetti                 | Best Lap                   | Ferrari 488 GTE     | 33  | 26  | 27  | 26  | 27  | 31  | Rit | 8   | 40    | 40     |
| 8                | Giuseppe Ghezzi                       | Autorlando Sport           | Porsche 991 GT3 RS  | 20  | 22  |     |     | Rit | 25  | 18  | 22  | 40    | 40     |
| 9                | Fidel Castillo Ruiz                   | Team Italy                 | Lamborghini Huracán | 28  | Rit | 23  | 24  | 38  | 24  |     |     | 36    | 36     |
| 10               | Dario Baruchelli                      | EF Racing                  | Porsche 991 GT3 RS  | 25  | Rit | Rit | Rit | 28  | Rit | 17  | 17  | 27    | 27     |
| 11               | Luciano Privitelio                    | Rexal FFF Racing Team      | Lamborghini Huracán | 30  | 27  |     |     | 26  | 27  | 20  | 28  | 21    | 21     |
| 12               | Giorgio Tibaldo                       | Best Lap                   | Ferrari 488 GTE     | 33  | 26  | 27  | 26  | 27  | 31  |     |     | 20    | 20     |
| 13               | Ivan Costacurta Diego Locanto         | Krypton Motorsport         | Porsche 991 GT3 RS  | 36  | 23  | 26  | Rit | 25  | 30  |     |     | 19    | 19     |
| 14               | Pierluigi Alessandri                  | EF Racing                  | Porsche 991 GT3 RS  | 25  | Rit | Rit | Rit | 28  | Rit |     |     | 8     | 8      |
| Non classificati |                                       |                            |                     |     |     |     |     |     |     |     |     |       |        |
|                  | Rodrigo Testa                         | Rexal FFF Racing Team      | Lamborghini Huracán |     |     |     |     | 12  | 16  |     |     | 40    | 0      |
|                  | Luca Maria Attianese                  | Team Italy                 | Lamborghini Huracán | 28  | Rit | 23  | 24  |     |     |     |     | 29    | 0      |
|                  | Jeremy Clarke                         | Pellin Racing              | Ferrari 488 GTE     |     |     |     |     | 14  | 22  |     |     | 27    | 0      |
|                  | Eliseo Donno                          | Best Lap                   | Ferrari 488 GTE     |     |     |     |     |     |     | Rit | 8   | 20    | 0      |
|                  | Donovan Privitelio                    | Rexal FFF Racing Team      | Lamborghini Huracán |     |     |     |     | 26  | 27  | 20  | 28  | 15    | 0      |
|                  | Emilio Gennaro Rocchi Alfredo Salerno | Scuderia Ravetto & Ruberti | Ferrari 488 GTE     | 39  | 30  | 32  | 30  |     |     |     |     | 12    | 0      |
|                  | Riccardo De Bellis                    | ZRS Motorsport             | Porsche 991 GT3 RS  |     |     |     |     |     |     | 23  | 24  | 8     | 0      |
|                  | Antonio Maria Macripò                 | Autorlando Sport           | Porsche 991 GT3 RS  |     |     | 25  | Rit |     |     |     |     | 8     | 0      |
|                  | Axel Sartingen Alexander Nussbaumer   | RS Racing                  | Ferrari 488 GTE     |     |     |     |     | 22  | 36  |     |     | 6     | 0      |
|                  | Maurizio Pitorri Pierluigi Simonelli  | Best Lap                   | Ferrari 488 GTE     |     |     | 28  | Rit | 31  | 28  |     |     | 6     | 0      |
|                  | Matthew Kurzejewski                   | Pellin Racing              | Ferrari 488 GTE     |     |     |     |     | 23  | 37  |     |     | 5     | 0      |
|                  | Roberto Fecchio                       | GDL Racing                 | Porsche 991 GT3 RS  |     |     |     |     |     |     | 28  | 30  | 5     | 0      |
| Pos              | Pilota                                | Team                       | Vettura             | MNZ | MNZ | MIS | MIS | IMO | IMO | MUG | MUG | Punti | Validi |

| Colore  | Risultato             |
| ------- | --------------------- |
| Oro     | Vincitore             |
| Argento | 2º posto              |
| Bronzo  | 3º posto              |
| Verde   | Finito a punti        |
| Blu     | Finito senza punti    |
| Viola   | Ritirato (Rit)        |
| Viola   | Non classificato (NC) |
| Rosso   | Non qualificato (NQ)  |
| Nero    | Squalificato (SQ)     |
| Bianco  | Non partito (NP)      |
| Bianco  | Non ha gareggiato     |
| Bianco  | Infortunato (INF)     |
| Bianco  | Escluso (ES)          |
| Bianco  | Gara cancellata (C)   |

#### GT4 Pro-Am
| Pos.             | Pilota                          | Team             | Vettura         | MNZ | MNZ | MIS | MIS | IMO | IMO | MUG | MUG | Punti | Validi |
| ---------------- | ------------------------------- | ---------------- | --------------- | --- | --- | --- | --- | --- | --- | --- | --- | ----- | ------ |
| 1                | Aleksander Schjerpen            | Nova Race        | Mercedes-AMG GT | 34  | 28  | 31  | 28  | 32  | 33  | 26  | 31  | 137   | 125    |
| 1                | Filippo Bencivenni Fulvio Ferri | Nova Race        | Mercedes-AMG GT | 35  | 32  | 29  | 27  | 33  | 34  | 25  | 29  | 137   | 125    |
| 2                | Dario Cerati                    | Autorlando Sport | Porsche 718     | 37  | 31  | 30  | 29  | 35  | 35  | 27  | 32  | 102   | 90     |
| 3                | Alessandro Marchetti            | Nova Race        | Mercedes-AMG GT | 34  | 28  | 31  | 28  |     |     | 26  | 31  | 97    | 97     |
| 4                | Giuseppe Fondi                  | Autorlando Sport | Porsche 718     | 37  | 31  | 30  | 29  |     |     | 27  | 32  | 78    | 78     |
| Non classificati |                                 |                  |                 |     |     |     |     |     |     |     |     |       |        |
|                  | Diego Di Fabio                  | Nova Race        | Mercedes-AMG GT |     |     |     |     | 32  | 33  |     |     | 40    | 0      |
|                  | Paolo Locatelli                 | Autorlando Sport | Porsche 718     |     |     |     |     | 35  | 35  |     |     | 24    | 0      |
| Pos              | Pilota                          | Team             | Vettura         | MNZ | MNZ | MIS | MIS | IMO | IMO | MUG | MUG | Punti | Validi |

| Colore  | Risultato             |
| ------- | --------------------- |
| Oro     | Vincitore             |
| Argento | 2º posto              |
| Bronzo  | 3º posto              |
| Verde   | Finito a punti        |
| Blu     | Finito senza punti    |
| Viola   | Ritirato (Rit)        |
| Viola   | Non classificato (NC) |
| Rosso   | Non qualificato (NQ)  |
| Nero    | Squalificato (SQ)     |
| Bianco  | Non partito (NP)      |
| Bianco  | Non ha gareggiato     |
| Bianco  | Infortunato (INF)     |
| Bianco  | Escluso (ES)          |
| Bianco  | Gara cancellata (C)   |

#### Costruttori
| Pos. | Costruttore | MNZ | MNZ | MIS | MIS | IMO | IMO | MUG | MUG | Punti |
| ---- | ----------- | --- | --- | --- | --- | --- | --- | --- | --- | ----- |
| 1    | Honda       | 2   | 6   | 3   | 1   | 4   | 2   | 3   | 1   | 143   |
| 1    | Honda       | 6   | Rit | 4   | 7   | 5   | 6   | 7   | 5   | 143   |
| 2    | Ferrari     | 3   | 4   | 1   | 2   | 2   | 3   | 5   | 3   | 142   |
| 2    | Ferrari     | 5   | 5   | 7   | 6   | 6   | 5   | 8   | 6   | 142   |
| 3    | Lamborghini | 7   | 1   | 6   | 8   | 1   | 4   | 1   | 2   | 113   |
| 3    | Lamborghini | 8   | 7   | 9   | 16  | 7   | 14  | 6   | 10  | 113   |
| 4    | Mercedes    | 4   | 3   | 2   | 4   | 8   | 1   | 4   | 4   | 86    |
| 4    | Mercedes    | 10  | 10  | 8   | 27  | 32  | 8   | 9   | 11  | 86    |
| 5    | BMW         | 1   | 2   | 12  | 3   | 3   | 7   | 2   | 33  | 78    |
| 6    | Audi        | 16  | 8   | 10  | 10  | 9   | 9   | 29  | 7   | 13    |
| 7    | Porsche     | 14  | 11  | 18  | 12  | 13  | 11  | 14  | 9   | 2     |
| 7    | Porsche     | 20  | 17  | 19  | 13  | 17  | 13  | 15  | 12  | 2     |
| Pos. | Costruttore | MNZ | MNZ | MIS | MIS | IMO | IMO | MUG | MUG | Punti |

| Colore  | Risultato             |
| ------- | --------------------- |
| Oro     | Vincitore             |
| Argento | 2º posto              |
| Bronzo  | 3º posto              |
| Verde   | Finito a punti        |
| Blu     | Finito senza punti    |
| Viola   | Ritirato (Rit)        |
| Viola   | Non classificato (NC) |
| Rosso   | Non qualificato (NQ)  |
| Nero    | Squalificato (SQ)     |
| Bianco  | Non partito (NP)      |
| Bianco  | Non ha gareggiato     |
| Bianco  | Infortunato (INF)     |
| Bianco  | Escluso (ES)          |
| Bianco  | Gara cancellata (C)   |

#### Coppa Nazionale Team GT3
| Pos. | Team                 | MNZ | MNZ | MIS | MIS | IMO | IMO | MUG | MUG | Punti |
| ---- | -------------------- | --- | --- | --- | --- | --- | --- | --- | --- | ----- |
| 1    | Nova Race            | 2   | 6   | 3   | 1   | 4   | 2   | 3   | 1   | 106   |
| 2    | Scuderia Baldini 27  | 3   | 4   | 1   | 2   | 2   | 3   | 5   | 3   | 99    |
| 3    | BMW Team Italia      | 1   | 2   | 12  | 3   | 3   | 7   | 2   | 33  | 78    |
| 4    | Antonelli Motorsport | 4   | 3   | 2   | 4   | 8   | 1   | 4   | 4   | 78    |
| 5    | Imperiale Racing     | 8   | 1   | 6   | 18  | 1   | 4   | 1   | 10  | 76    |
| 6    | LP Racing            | 7   | 7   | 9   | 8   | 7   | 29  | 6   | 2   | 37    |
| 7    | Easy Race            | 9   | 9   | 5   | 5   | 15  | 21  | 34  | 14  | 16    |
| 8    | Audi Sport Italia    | 16  | 8   | 10  | 10  | 9   | 9   | 29  | 7   | 13    |
| 9    | AF Corse             | 12  | 13  | 13  | 11  | 10  | 18  | 8   | 6   | 9     |
| Pos. | Team                 | MNZ | MNZ | MIS | MIS | IMO | IMO | MUG | MUG | Punti |

| Colore  | Risultato             |
| ------- | --------------------- |
| Oro     | Vincitore             |
| Argento | 2º posto              |
| Bronzo  | 3º posto              |
| Verde   | Finito a punti        |
| Blu     | Finito senza punti    |
| Viola   | Ritirato (Rit)        |
| Viola   | Non classificato (NC) |
| Rosso   | Non qualificato (NQ)  |
| Nero    | Squalificato (SQ)     |
| Bianco  | Non partito (NP)      |
| Bianco  | Non ha gareggiato     |
| Bianco  | Infortunato (INF)     |
| Bianco  | Escluso (ES)          |
| Bianco  | Gara cancellata (C)   |

#### Coppa Nazionale Team GT Cup
| Pos. | Team                       | MNZ | MNZ | MIS | MIS | IMO | IMO | MUG | MUG | Punti |
| ---- | -------------------------- | --- | --- | --- | --- | --- | --- | --- | --- | ----- |
| 1    | Ebimotors                  | 14  | 17  | 18  | 12  | 13  | 23  | 22  | 12  | 77    |
| 2    | Easy Race                  | 13  | 14  | 15  | 14  | 15  | 21  | 31  | 14  | 70    |
| 3    | Krypton Motorsport         | 21  | 11  | 19  | 13  | 20  | 11  | 16  | 18  | 69    |
| 4    | Rexal FFF Racing Team      | 30  | 27  |     |     | 12  | 16  | 10  | 16  | 50    |
| 5    | Bonaldi Motorsport         | 15  | 12  | 34  | 21  | 24  | Rit | 12  | Rit | 36    |
| 6    | Best Lap                   | 33  | 26  | 27  | 26  | 27  | 9   | 21  | 8   | 40    |
| 7    | Tsunami Racing Team        | 27  | Rit | 35  | 15  | 17  | 11  | 15  | 15  | 30    |
| 8    | AB Motorsport              | 23  | 21  | 24  | 19  | 29  | 20  | 14  | 9   | 27    |
| 9    | Antonelli Motorsport       | 24  | 24  | 16  | 16  |     |     |     |     | 18    |
| 10   | Team Baron Motorsport      |     |     |     |     | 16  | 12  |     |     | 18    |
| 11   | EF Racing                  | 25  | 20  | 21  | Rit | 19  | 26  | 17  | 17  | 17    |
| 12   | Scuderia Ravetto & Ruberti | 17  | 24  | 32  | 23  | 37  | NP  | 13  | 19  | 16    |
| 13   | Pellin Racing              |     |     |     |     | 14  | 22  |     |     | 13    |
| 14   | Autorlando Sport           | 20  | 22  | 25  | Rit | Rit | 25  | 18  | 22  | 8     |
| 15   | RS Racing                  |     |     |     |     | 22  | 36  |     |     | 1     |
| Pos. | Team                       | MNZ | MNZ | MIS | MIS | IMO | IMO | MUG | MUG | Punti |

| Colore  | Risultato             |
| ------- | --------------------- |
| Oro     | Vincitore             |
| Argento | 2º posto              |
| Bronzo  | 3º posto              |
| Verde   | Finito a punti        |
| Blu     | Finito senza punti    |
| Viola   | Ritirato (Rit)        |
| Viola   | Non classificato (NC) |
| Rosso   | Non qualificato (NQ)  |
| Nero    | Squalificato (SQ)     |
| Bianco  | Non partito (NP)      |
| Bianco  | Non ha gareggiato     |
| Bianco  | Infortunato (INF)     |
| Bianco  | Escluso (ES)          |
| Bianco  | Gara cancellata (C)   |

#### Coppa Nazionale Team GT4
| Pos. | Team             | MNZ | MNZ | MIS | MIS | IMO | IMO | MUG | MUG | Punti |
| ---- | ---------------- | --- | --- | --- | --- | --- | --- | --- | --- | ----- |
| 1    | Nova Race        | 34  | 28  | 29  | 27  | 32  | 33  | 25  | 29  | 160   |
| 2    | Autorlando Sport | 37  | 31  | 30  | 29  | 35  | 35  | 27  | 32  | 102   |
| Pos. | Team             | MNZ | MNZ | MIS | MIS | IMO | IMO | MUG | MUG | Punti |

| Colore  | Risultato             |
| ------- | --------------------- |
| Oro     | Vincitore             |
| Argento | 2º posto              |
| Bronzo  | 3º posto              |
| Verde   | Finito a punti        |
| Blu     | Finito senza punti    |
| Viola   | Ritirato (Rit)        |
| Viola   | Non classificato (NC) |
| Rosso   | Non qualificato (NQ)  |
| Nero    | Squalificato (SQ)     |
| Bianco  | Non partito (NP)      |
| Bianco  | Non ha gareggiato     |
| Bianco  | Infortunato (INF)     |
| Bianco  | Escluso (ES)          |
| Bianco  | Gara cancellata (C)   |

### GT Endurance
La classifica tiene conto dei 3 migliori risultati ottenuti.

#### Assoluta
| Pos.             | Pilota                                              | Team                       | Vettura             | PER | MUG | VAL | MNZ | Punti | Validi |
| ---------------- | --------------------------------------------------- | -------------------------- | ------------------- | --- | --- | --- | --- | ----- | ------ |
| 1                | Edoardo Liberati Yuki Nemoto                        | Vincenzo Sospiri Racing    | Lamborghini Huracán | 2   | 1   | 4   | 1   | 62    | 55     |
| 2                | Michele Beretta                                     | Vincenzo Sospiri Racing    | Lamborghini Huracán | 2   | 1   | 4   |     | 42    | 42     |
| 3                | Leonardo Moncini Jacopo Guidetti Jorge Cabezas      | Nova Race                  | Honda NSX           | 3   | Rit | 2   | 2   | 42    | 42     |
| 4                | Karol Basz Benjamin Hites Mattia Michelotto         | Vincenzo Sospiri Racing    | Lamborghini Huracán | 1   | 2   | 5   | 18  | 41    | 41     |
| 5                | Daan Pijl Raúl Gúzman                               | Imperiale Racing           | Lamborghini Huracán | 4   | 3   | 3   | 3   | 43    | 36     |
| 5                | Mateo Llarena                                       | Imperiale Racing           | Lamborghini Huracán |     | 3   | 3   | 3   | 36    | 36     |
| 6                | Andrea Cola Baptiste Moulin                         | Vincenzo Sospiri Racing    | Lamborghini Huracán | 5   | 7   | 8   | 5   | 19    | 16     |
| 7                | Stefano Comandini Giuseppe Fascicolo Alfred Nilsson | BMW Team Italia            | BMW M4              | 7   | 5   | 17  | 10  | 11    | 11     |
| 8                | Emidio Pesce Jop Rappange                           | Antonelli Motorsport       | Mercedes-AMG GT     | 11  | 6   | 7   | 17  | 9     | 9      |
| 8                | Francesca Linossi                                   | Antonelli Motorsport       | Mercedes-AMG GT     |     | 6   | 7   | 17  | 9     | 9      |
| 9                | Rocco Mazzola                                       | Easy Race                  | Ferrari 488 GTE     | 6   | 12  | 10  | 9   | 8     | 9      |
| 10               | Florian Scholze Kikko Galbiati                      | Antonelli Motorsport       | Mercedes-AMG GT     | Rit | 4   | 18  | Rit | 7     | 7      |
| 11               | Luigi Coluccio                                      | Easy Race                  | Ferrari 488 GTE     | 6   | 12  |     | 9   | 7     | 7      |
| 12               | Miloš Pavlović Michael Fischbaum                    | Bonaldi Motorsport         | Lamborghini Huracán | 12  | 9   | 11  | 7   | 6     | 6      |
| 13               | Luca Magnoni Diego Di Fabio                         | Nova Race                  | Honda NSX           | 10  | 8   | 9   | SQ  | 6     | 6      |
| 14               | Samuele Buttarelli Lorenzo Cossu                    | Scuderia Ravetto & Ruberti | Ferrari 488 GTE     | 8   | Rit | 12  | 11  | 3     | 3      |
| 14               | Alessio Bacci                                       | Scuderia Ravetto & Ruberti | Ferrari 488 GTE     | 8   | Rit |     | Rit | 3     | 3      |
| 15               | Vito Postiglione                                    | Easy Race                  | Ferrari 488 GTE     | NP  | 12  | 10  | 9   | 3     | 3      |
| 15               | Manuel Menechini                                    | Best Lap                   | Ferrari 488 GTE     | 9   | 10  | NP  | 11  | 3     | 3      |
| 15               | Nicholas Risitano                                   | Best Lap                   | Ferrari 488 GTE     | 9   | 10  | NP  |     | 3     | 3      |
| Non classificati |                                                     |                            |                     |     |     |     |     |       |        |
|                  | Giancarlo Fisichella Rubens Barrichello             | Scuderia Baldini 27        | Ferrari 488 GTE     |     |     | 1   |     | 20    | 0      |
|                  | Sebastian Balthasar James Roe Riccardo Ponzio       | Imperiale Racing           | Lamborghini Huracán |     | Rit | 6   | 6   | 10    | 0      |
|                  | Ralf Bohn Alfred Renauer Robert Renauer             | Herberth Motorsport        | Porsche 991 GT3 R   |     |     |     | 4   | 7     | 0      |
|                  | Manuel Lauck Jörg Dreisow                           | Huber Racing               | Porsche 991 GT3 R   |     |     |     | 8   | 3     | 0      |
|                  | Alberto Lippi                                       | Nova Race                  | Honda NSX           |     | 8   |     |     | 3     | 0      |
|                  | Eliseo Donno                                        | Best Lap                   | Ferrari 488 GTE     | 9   | 10  |     |     | 3     | 0      |
|                  | Riccardo Agostini Lorenzo Patrese                   | Easy Race                  | Ferrari 488 GTE     | NP  |     |     |     | 0     | 0      |
| Pos              | Pilota                                              | Team                       | Vettura             | PER | MUG | VAL | MNZ | Punti | Validi |

| Colore  | Risultato             |
| ------- | --------------------- |
| Oro     | Vincitore             |
| Argento | 2º posto              |
| Bronzo  | 3º posto              |
| Verde   | Finito a punti        |
| Blu     | Finito senza punti    |
| Viola   | Ritirato (Rit)        |
| Viola   | Non classificato (NC) |
| Rosso   | Non qualificato (NQ)  |
| Nero    | Squalificato (SQ)     |
| Bianco  | Non partito (NP)      |
| Bianco  | Non ha gareggiato     |
| Bianco  | Infortunato (INF)     |
| Bianco  | Escluso (ES)          |
| Bianco  | Gara cancellata (C)   |

#### GT3 Pro-Am
| Pos.             | Pilota                                              | Team                    | Vettura             | PER | MUG | VAL | MNZ | Punti | Validi |
| ---------------- | --------------------------------------------------- | ----------------------- | ------------------- | --- | --- | --- | --- | ----- | ------ |
| 1                | Andrea Cola Baptiste Moulin                         | Vincenzo Sospiri Racing | Lamborghini Huracán | 5   | 7   | 8   | 5   | 54    | 47     |
| 2                | Emidio Pesce Jop Rappange                           | Antonelli Motorsport    | Mercedes-AMG GT     | 11  | 6   | 7   | 17  | 44    | 39     |
| 3                | Stefano Comandini Giuseppe Fascicolo Alfred Nilsson | BMW Team Italia         | BMW M4              | 7   | 5   | 17  | 10  | 43    | 37     |
| 4                | Francesca Linossi                                   | Antonelli Motorsport    | Mercedes-AMG GT     |     | 6   | 7   | 17  | 32    | 32     |
| 5                | Florian Scholze Kikko Galbiati                      | Antonelli Motorsport    | Mercedes-AMG GT     | Rit | 4   | 18  | Rit | 26    | 26     |
| Non classificati |                                                     |                         |                     |     |     |     |     |       |        |
|                  | Sebastian Balthasar James Roe Riccardo Ponzio       | Imperiale Racing        | Lamborghini Huracán |     | Rit | 6   | 6   | 32    | 0      |
|                  | Ralf Bohn Alfred Renauer Robert Renauer             | Herberth Motorsport     | Porsche 991 GT3 R   |     |     |     | 4   | 20    | 0      |
|                  | Manuel Lauck Jörg Dreisow                           | Huber Racing            | Porsche 991 GT3 R   |     |     |     | 8   | 7     | 0      |
| Pos              | Pilota                                              | Team                    | Vettura             | PER | MUG | VAL | MNZ | Punti | Validi |

| Colore  | Risultato             |
| ------- | --------------------- |
| Oro     | Vincitore             |
| Argento | 2º posto              |
| Bronzo  | 3º posto              |
| Verde   | Finito a punti        |
| Blu     | Finito senza punti    |
| Viola   | Ritirato (Rit)        |
| Viola   | Non classificato (NC) |
| Rosso   | Non qualificato (NQ)  |
| Nero    | Squalificato (SQ)     |
| Bianco  | Non partito (NP)      |
| Bianco  | Non ha gareggiato     |
| Bianco  | Infortunato (INF)     |
| Bianco  | Escluso (ES)          |
| Bianco  | Gara cancellata (C)   |

#### GT3 Am
| Pos.             | Pilota                      | Team      | Vettura   | PER | MUG | VAL | MNZ | Punti | Validi |
| ---------------- | --------------------------- | --------- | --------- | --- | --- | --- | --- | ----- | ------ |
| 1                | Luca Magnoni Diego Di Fabio | Nova Race | Honda NSX | 10  | 8   | 9   | SQ  | 60    | 60     |
| Non classificati |                             |           |           |     |     |     |     |       |        |
|                  | Alberto Lippi               | Nova Race | Honda NSX |     | 8   |     |     | 20    | 0      |
|                  | Paul Ip Marchy Lee          | Nova Race | Honda NSX |     |     |     | 15  | 20    | 0      |
| Pos              | Pilota                      | Team      | Vettura   | PER | MUG | VAL | MNZ | Punti | Validi |

| Colore  | Risultato             |
| ------- | --------------------- |
| Oro     | Vincitore             |
| Argento | 2º posto              |
| Bronzo  | 3º posto              |
| Verde   | Finito a punti        |
| Blu     | Finito senza punti    |
| Viola   | Ritirato (Rit)        |
| Viola   | Non classificato (NC) |
| Rosso   | Non qualificato (NQ)  |
| Nero    | Squalificato (SQ)     |
| Bianco  | Non partito (NP)      |
| Bianco  | Non ha gareggiato     |
| Bianco  | Infortunato (INF)     |
| Bianco  | Escluso (ES)          |
| Bianco  | Gara cancellata (C)   |

#### GT Cup Pro-Am
| Pos.             | Pilota                                                  | Team               | Vettura             | PER | MUG | VAL | MNZ | Punti | Validi |
| ---------------- | ------------------------------------------------------- | ------------------ | ------------------- | --- | --- | --- | --- | ----- | ------ |
| 1                | Rocco Mazzola                                           | Easy Race          | Ferrari 488 GTE     | 6   | 12  | 10  | 9   | 67    | 55     |
| 1                | Miloš Pavlović Michael Fischbaum                        | Bonaldi Motorsport | Lamborghini Huracán | 12  | 8   | 11  | 7   | 67    | 55     |
| 2                | Luigi Coluccio                                          | Easy Race          | Ferrari 488 GTE     | 6   | 12  |     | 9   | 47    | 47     |
| 2                | Vito Postiglione                                        | Easy Race          | Ferrari 488 GTE     |     | 12  | 10  | 9   | 47    | 47     |
| 3                | Nicholas Risitano Manuel Menechini                      | Best Lap           | Ferrari 488 GTE     | 9   | 10  | NP  |     | 30    | 30     |
| 4                | Daniele Cazzaniga Davide Di Benedetto Giuseppe Nicolosi | Krypton Motorsport | Porsche 991         | NP  | 13  | 13  | 16  | 26    | 26     |
| Non classificati |                                                         |                    |                     |     |     |     |     |       |        |
|                  | Eliseo Donno                                            | Best Lap           | Ferrari 488 GTE     | 9   | 10  |     |     | 30    | 30     |
|                  | Alessandro Mainetti Giacomo Riva                        | Krypton Motorsport | Porsche 991         |     |     | 19  | 13  | 19    | 0      |
|                  | Giovanni Berton                                         | Krypton Motorsport | Porsche 991         |     |     | 19  | 13  | 19    | 0      |
|                  | Fabio Vairani                                           | Bonaldi Motorsport | Lamborghini Huracán | 12  |     |     |     | 12    | 0      |
| Pos              | Pilota                                                  | Team               | Vettura             | PER | MUG | VAL | MNZ | Punti | Validi |

| Colore  | Risultato             |
| ------- | --------------------- |
| Oro     | Vincitore             |
| Argento | 2º posto              |
| Bronzo  | 3º posto              |
| Verde   | Finito a punti        |
| Blu     | Finito senza punti    |
| Viola   | Ritirato (Rit)        |
| Viola   | Non classificato (NC) |
| Rosso   | Non qualificato (NQ)  |
| Nero    | Squalificato (SQ)     |
| Bianco  | Non partito (NP)      |
| Bianco  | Non ha gareggiato     |
| Bianco  | Infortunato (INF)     |
| Bianco  | Escluso (ES)          |
| Bianco  | Gara cancellata (C)   |

#### GT Cup Am
| Pos.             | Pilota                                        | Team                       | Vettura             | PER | MUG | VAL | MNZ | Punti | Validi |
| ---------------- | --------------------------------------------- | -------------------------- | ------------------- | --- | --- | --- | --- | ----- | ------ |
| 1                | Samuele Buttarelli Lorenzo Cossu              | Scuderia Ravetto & Ruberti | Ferrari 488 GTE     | 8   | Rit | 12  | 11  | 60    | 60     |
| 2                | Donovan Privitelio Luciano Privitelio         | Rexal FFF Racing Team      | Lamborghini Huracán |     | 14  | 14  | 14  | 42    | 42     |
| 3                | Francesco La Mazza                            | Scuderia Ravetto & Ruberti | Ferrari 488 GTE     | 14  | 11  | 16  | Rit | 39    | 39     |
| 4                | Stefano Bozzoni Fabrizio Del Monte            | Lazarus                    | Lamborghini Huracán | 15  | 15  | 15  | 12  | 46    | 39     |
| 4                | Marco Santanocita                             | Lazarus                    | Lamborghini Huracán |     | 15  | 15  | 12  | 39    | 39     |
| 5                | Fidel Castillo Ruiz                           | Scuderia Ravetto & Ruberti | Ferrari 488 GTE     | 14  | 18  | 12  | Rit | 38    | 38     |
| 6                | Alessio Bacci                                 | Scuderia Ravetto & Ruberti | Ferrari 488 GTE     | 8   | Rit |     | Rit | 20    | 20     |
| 7                | Jacopo Michele Baratto                        | Scuderia Ravetto & Ruberti | Ferrari 488 GTE     | 16  | 17  | 16  |     | 20    | 20     |
| 8                | Diego Locanto Alberto Rodio Stefano Pezzucchi | Krypton Motorsport         | Porsche 991         | 13  | Rit | Rit |     | 15    | 15     |
| Non classificati |                                               |                            |                     |     |     |     |     |       |        |
|                  | Lorenzo Bontempelli                           | Scuderia Ravetto & Ruberti | Ferrari 488 GTE     |     | 11  | 16  |     | 27    | 0      |
|                  | Manuel Menichini                              | Scuderia Ravetto & Ruberti | Ferrari 488 GTE     |     |     |     | 11  | 20    | 0      |
|                  | Luca Demarchi                                 | Scuderia Ravetto & Ruberti | Ferrari 488 GTE     |     | 11  |     |     | 20    | 0      |
|                  | Leonardo Becagli                              | Team Italy                 | Lamborghini Huracán | 14  | 18  |     |     | 18    | 0      |
|                  | "Aramis" Salvatore Pennisi                    | Scuderia Ravetto & Ruberti | Ferrari 488 GTE     | 16  | 17  |     |     | 13    | 0      |
|                  | Lorenzo Pegoraro                              | Team Italy                 | Lamborghini Huracán |     | 18  |     |     | 6     | 0      |
| Pos              | Pilota                                        | Team                       | Vettura             | PER | MUG | VAL | MNZ | Punti | Validi |

| Colore  | Risultato             |
| ------- | --------------------- |
| Oro     | Vincitore             |
| Argento | 2º posto              |
| Bronzo  | 3º posto              |
| Verde   | Finito a punti        |
| Blu     | Finito senza punti    |
| Viola   | Ritirato (Rit)        |
| Viola   | Non classificato (NC) |
| Rosso   | Non qualificato (NQ)  |
| Nero    | Squalificato (SQ)     |
| Bianco  | Non partito (NP)      |
| Bianco  | Non ha gareggiato     |
| Bianco  | Infortunato (INF)     |
| Bianco  | Escluso (ES)          |
| Bianco  | Gara cancellata (C)   |

#### Coppa Nazionale Team GT3
| Pos. | Team                    | PER | MUG | VAL | MNZ | Punti |
| ---- | ----------------------- | --- | --- | --- | --- | ----- |
| 1    | Vincenzo Sospiri Racing | 1   | 1   | 4   | 1   | 67    |
| 2    | Nova Race               | 3   | 8   | 2   | 2   | 45    |
| 3    | Imperiale Racing        | 4   | 3   | 3   | 3   | 43    |
| 4    | Scuderia Baldini 27     |     |     | 1   |     | 20    |
| 5    | Antonelli Motorsport    | 8   | 4   | 7   | 17  | 14    |
| 6    | BMW Team Italia         | 7   | 5   | 17  | 10  | 13    |
| Pos. | Team                    | PER | MUG | VAL | MNZ | Punti |

| Colore  | Risultato             |
| ------- | --------------------- |
| Oro     | Vincitore             |
| Argento | 2º posto              |
| Bronzo  | 3º posto              |
| Verde   | Finito a punti        |
| Blu     | Finito senza punti    |
| Viola   | Ritirato (Rit)        |
| Viola   | Non classificato (NC) |
| Rosso   | Non qualificato (NQ)  |
| Nero    | Squalificato (SQ)     |
| Bianco  | Non partito (NP)      |
| Bianco  | Non ha gareggiato     |
| Bianco  | Infortunato (INF)     |
| Bianco  | Escluso (ES)          |
| Bianco  | Gara cancellata (C)   |

#### Coppa Nazionale Team GT4
| Pos. | Team      | PER | MUG | VAL | MNZ | Punti |
| ---- | --------- | --- | --- | --- | --- | ----- |
| 1    | Nova Race |     | 16  |     |     | 20    |
| Pos. | Team      | PER | MUG | VAL | MNZ | Punti |

#### Coppa Nazionale Team GT Cup
| Pos. | Team                       | PER | MUG | VAL | MNZ | Punti |
| ---- | -------------------------- | --- | --- | --- | --- | ----- |
| 1    | Easy Race                  | 6   | 12  | 10  | 9   | 62    |
| 1    | Bonaldi Motorsport         | 12  | 8   | 11  | 7   | 62    |
| 2    | Scuderia Ravetto & Ruberti | 8   | 11  | 12  | 11  | 51    |
| 3    | Best Lap                   | 9   | 10  | NP  |     | 27    |
| 4    | Krypton Motorsport         | 13  | 13  | 13  | 13  | 23    |
| 5    | Lazarus                    | 15  | 15  | 15  | 12  | 20    |
| 6    | Rexal FFF Racing Team      |     | 14  | 14  | 14  | 16    |
| Pos. | Team                       | PER | MUG | VAL | MNZ | Punti |

| Colore  | Risultato             |
| ------- | --------------------- |
| Oro     | Vincitore             |
| Argento | 2º posto              |
| Bronzo  | 3º posto              |
| Verde   | Finito a punti        |
| Blu     | Finito senza punti    |
| Viola   | Ritirato (Rit)        |
| Viola   | Non classificato (NC) |
| Rosso   | Non qualificato (NQ)  |
| Nero    | Squalificato (SQ)     |
| Bianco  | Non partito (NP)      |
| Bianco  | Non ha gareggiato     |
| Bianco  | Infortunato (INF)     |
| Bianco  | Escluso (ES)          |
| Bianco  | Gara cancellata (C)   |